# Leslie Pearce
Pour les articles homonymes, voir Pearce.
Arnold Leslie Pearce est un réalisateur néo-zélandais né le 20 avril 1887 à Christchurch (Nouvelle-Zélande) et mort le 17 août 1977 à Wellington (Nouvelle-Zélande).

## Filmographie
- 1929 : Post Mortem
- 1929 : Trusting Wives
- 1929 : Her Husband's Women
- 1929 : A Hint to Brides
- 1929 : The Sleeping Porch
- 1929 : Prince Gabby
- 1929 : The Delightful Rogue
- 1929 : Adam's Eve
- 1929 : He Did His Best
- 1929 : He Loved the Ladies
- 1929 : Good Medicine
- 1930 : For Love or Money
- 1930 : Let Me Explain
- 1930 : Scrappily Married
- 1930 : He Trumped Her Ace
- 1930 : Radio Kisses
- 1930 : The Fall Guy (en)
- 1930 : Hello, Television
- 1931 : Bride and Gloomy
- 1931 : Meet the Wife
- 1931 : Too Many Husbands
- 1931 : Poker Widows
- 1931 : The Pottsville Palooka
- 1932 : Billboard Girl
- 1932 : Listening In
- 1932 : Divorce a la Mode
- 1932 : The Boudoir Butler
- 1932 : The Candid Camera
- 1932 : Neighbor Trouble
- 1932 : His Royal Shyness
- 1932 : The Singing Plumber
- 1932 : Ma's Pride and Joy
- 1932 : Courting Trouble
- 1932 : False Impressions
- 1932 : Le Dentiste (The Dentist)
- 1933 : Blue of the Night
- 1933 : Don't Play Bridge with Your Wife
- 1933 : The Singing Boxer
- 1933 : Roadhouse Queen
- 1933 : Daddy Knows Best
- 1934 : How Am I Doing
- 1934 : Marriage Wows Series: Domestic Bliss-ters
- 1934 : Rural Romeos
- 1935 : The Stoker (en)
- 1935 : Can You Hear Me, Mother?
- 1936 : You Must Get Married
- 1936 : Can You Hear Me
- 1947 : The Road to Hollywood